# Hans Joachim Kauffmann
Hans Joachim Paul Richard Kauffmann (* 16. Juni 1926 in Stuttgart; † 8. Februar 2008 in Achim bei Bremen) war ein deutscher Dirigent, Komponist und Hochschullehrer.

## Leben

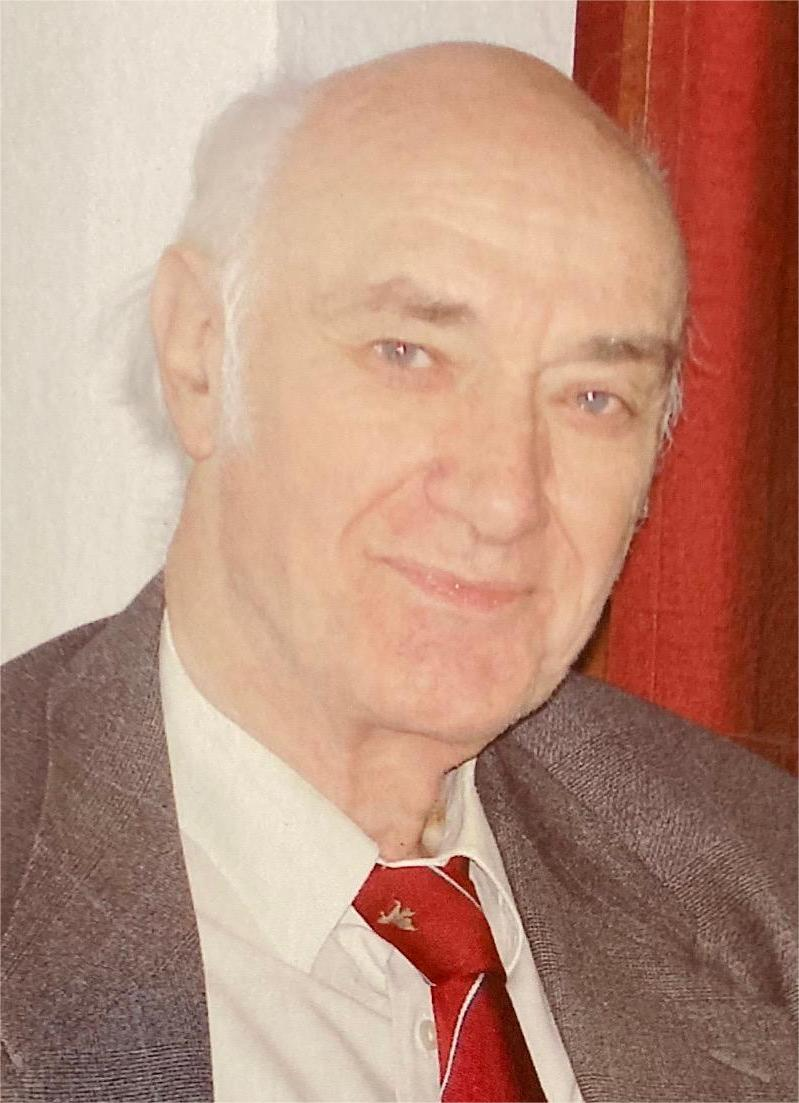
Hans Joachim Kauffmann 2005

Kauffmann war der einzige Sohn von Fritz Kauffmann (1886–1971) und dessen Frau Charlotte.
Sein Ururgroßvater Ernst Friedrich Kauffmann war Komponist und Mathematikprofessor in Ludwigsburg. Jener zählte zum Freundeskreis von Eduard Mörike und war neben Louis Hetsch Widmungsträger von Mörikes Mozart auf der Reise nach Prag (1855). Sein Urgroßonkel Karl Emil Kauffmann (1836–1909) war Universitätsmusikdirektor in Tübingen.

### Musikalische und berufliche Laufbahn bis 1968
Seine Ausbildung erhielt Hans Joachim Kauffmann an der Karls-Oberschule in Stuttgart, der Horst-Wessel-Oberschule in Heidenheim und der Musikhochschule Stuttgart. Nebenbei betätigte er sich ab Mitte der 1940er Jahre als Musiklehrer und leitete im Rahmen der Hitlerjugend eine Kapelle sowie ein Schulorchester. 1950 schloss er seine Studien mit der künstlerischen Reifeprüfung in Dirigieren und Komposition ab; gleichzeitig erlangte er die Berechtigung, an höheren Schulen das künstlerische Lehramt auszuüben.
Im Familienbesitz befand sich die Sammlung Dr. Fritz Kauffmann, die Hans Joachim Kauffmann zu eigenen Kompositionen inspirierte. Der jugendliche Kauffmann vertonte Lyrik aus dieser Sammlung, aber auch andere Stücke. Protegiert durch seinen Vater durfte Kauffmann zwischen 1951 und 1961 mehrfach als Gastdirigent bei Aufführungen der Stuttgarter Philharmoniker fungieren.
Von 1950 bis 1954 war Kauffmann am Staatstheater Stuttgart als Korrepetitor und stellvertretender Chordirektor tätig, darüber hinaus wirkte er als Dirigent des Akademischen Orchesters und des Akademischen Chores der Technischen Hochschule Stuttgart. Danach arbeitete er in Koblenz als Chordirektor und Kapellmeister am dortigen Stadttheater und gründete 1955 einen Madrigalchor (heute: Bach-Chor Koblenz).
1961 vermittelte sein Vater, dem als Vorstand des Deutschen Bühnenvereins vom Sinfonieorchester Kyōto die Nachfolgesuche für den aus Altersgründen ausscheidenden deutschen Dirigenten Carl Caelius übertragen worden war, ihn als dessen Nachfolger dorthin. Im Gegenzug wurde zwischen der Stadt Stuttgart und der Stadt Kyōto vereinbart, dass der japanische Dirigent Kazuo Yamada, ein Schüler auch von Helmut Fellmer, einige Zeit als Geiger bei den Stuttgarter Philharmonikern deutsche Orchesterpraxis sammeln kann. Kauffmanns Engagement als Chefdirigent beim Sinfonieorchester Kyōto war für vier Jahre geplant. Sein Engagement begann im September 1961, endete jedoch schon im August 1963 nach 23 Monaten. Ihm folgte der japanische Dirigent und Flötist Tadashi Mori (1921–1987) nach, der das Orchester auf etwa 80 Musiker erweiterte. Kauffmann blieb jedoch die vier Jahre in Japan und arbeitete die verbleibende Zeit als Gastdozent an der Musikakademie in Kyōto.
Nach seiner Rückkehr aus Japan 1964 arbeitete Kauffmann als Dozent an der Städtischen Hochschule für Musik und Theater Heidelberg, dort ab Januar 1965 als deren stellvertretender Leiter und Leiter des Kammerorchesters der Schule.

### Direktor des Bremer Konservatoriums
1968 wurde er als Nachfolger von Generalmusikdirektor (GMD) Hellmut Schnackenburg Direktor des Konservatoriums der Freien Hansestadt Bremen, das zu diesem Zeitpunkt als private Bildungseinrichtung Ersatzschule im Range einer Fachschule war.

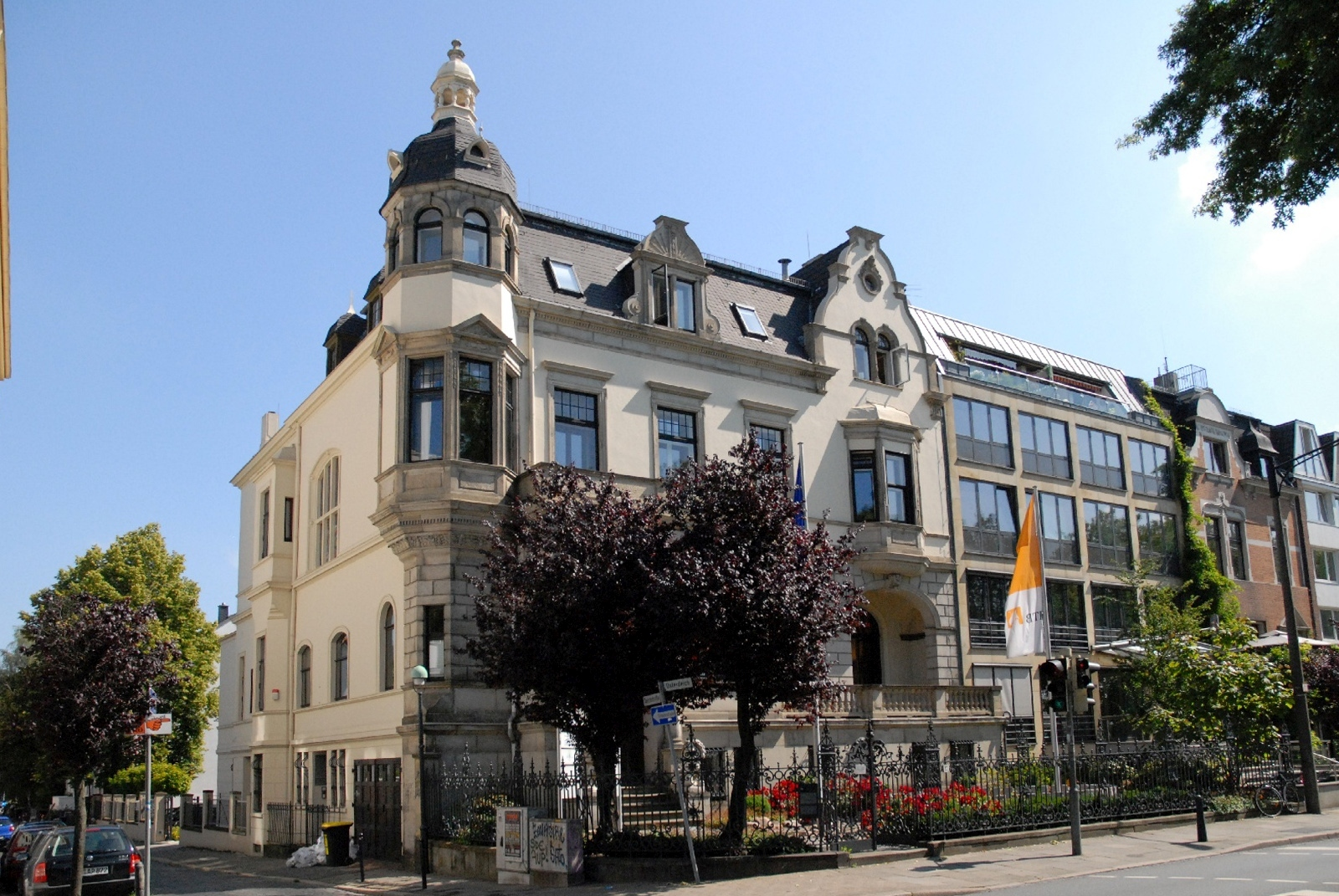
Am Osterdeich 17 befand sich ab 1951 die Bremer Musikschule

Am 17. April 1968 wurde er in einem Festakt im Rathaus offiziell in dieses Amt eingeführt und stellte sich mit einer unter dem Motto Musikerziehung als Ordnungsfaktor stehenden Antrittsvorlesung über Musikgeschichte und -philosophie der Öffentlichkeit vor. Diese Musikerziehungs-Philosophie war vor dem Hintergrund des staatlich gelenkten Musikwesens im Dritten Reich auch innerhalb seines Instituts umstritten.
Das ihm mit seinem Amtsantritt als neuer Direktor 1969 von seinem Vorgänger Schnackenberg übertragene Dirigat der Jugendkonzerte der Bremer Philharmoniker wurde Kauffmann 1975 von der Philharmonischen Gesellschaft wieder entzogen; die Leitung übernahm dann GMD Hermann Michael. Sein künstlerisches Wirken bis zur Pensionierung 1991 beschränkte sich von da ab auf die Leitung des Orchesters des Konservatoriums, mit der Aula der Waldorfschule als Hauptspielstätte.
Bei der institutionellen Integration der berufsbildenden Abteilung des Konservatoriums 1979 in die Hochschule für bildende Kunst und Musik von Bremen – der Lehrbetrieb blieb weiterhin am Osterdeich – wurde Kauffmann als Fachbereichsleiter Musik übernommen. Ihm oblag unter dem Rektorat von Felix Müller die Anpassung der Verwaltungs-, Ausbildungs- und Personalstruktur an die Rektoratsverfassung der selbstverwalteten Bremer Fachhochschulen nach Vorgaben der Senatsverwaltung. Bei den Wahlen zur Hochschulleitung 1990 wurde Jürgen Waller zum neuen Rektor und Kurt Seibert zum Fachbereichsleiter Musik gewählt, der damit Kauffmann in dieser Funktion ablöste. Kauffmann lehrte unter anderem die Fächer Musikanalyse, Dirigieren und Harmonielehre.
1991 wurde er pensioniert und gab in der Rathaushalle mit dem Orchester der HfK sein Abschiedskonzert.

## Privatleben
1981/82 baute Kauffmann für sich ein Haus in Eißel bei Thedinghausen. 1986 heiratete er seine frühere Studentin, die Privatmusiklehrerin Sabine Erhardt (* 1956), mit der er zwei Kinder hatte.
1991, nach seiner Pensionierung und dem Tod auch seiner Mutter, verkaufte Kauffmann die Sammlung Dr. Fritz Kauffmann aus dem Besitz seines Vaters für 985 000 DM, an das Deutsche Literaturarchiv Marbach, wo diese heute archiviert ist. Der Ankauf der Sammlung für das Archiv wurde mit Steuergeldern aus der Stiftung Kulturgut Baden-Württemberg, der Kulturstiftung der Länder und aus den Erträgen der privaten Fritz Thyssen Stiftung finanziert.

## Werke
Fast alle Kompositionen Kauffmanns sind vertonte Lyrik, immer für eine Singstimme und Klavier. Dieses Genre war ihm durch die Zugänglichkeit der umfassenden väterlichen Sammlung vertraut. Nach 1965 – die Sammlung seines Vaters befand sich ab diesem Jahr als Dauerausstellung im Wilhelmspalais in Stuttgart – sind keine Kompositionen mehr von ihm bekannt. Das Gesamtwerk wurde nach seinem Tod von seinen Kollegen Hans Jürgen Feilke und Paul Bialek zusammengetragen und veröffentlicht.
Kauffmanns Kompositionen sind überreich an unterschiedlichen Facetten und orientieren sich in ihrer Faktur am emotionalen Kern der jeweils zu Grunde liegenden Dichtung. Er wurde als stilistisch durchgängig unbeeinflusst beschrieben, der mit tiefem und ergriffenem Textverständnis persönlichen Ausdruckswillen in seine Komposition brachte. Genaue Kenntnis der gesangstechnischen Möglichkeiten, virtuose Handhabung des Kontrapunkts, fantasiereiche Harmonik, Formbewusstsein und nicht zuletzt Experimentierfreudigkeit flossen in den Kompositionen zusammen.

### Auswahl
- Der ewige Führer[12] zu einem Gedicht von Theodor Lüddecke für eine Singstimme und Klavier (Kauffmann war zu dem Zeitpunkt in der Hitler-Jugend involviert)
- Kleine Sonate in C für Klavier, komponiert 1947
- Variationen über „Ein Männlein steht im Walde“ für Klavier, komponiert 1947
- Streichquartett in einem Satz, komponiert 1948
- 3 Lieder für eine Singstimme und Klavier, komponiert zwischen 1936 und 1940 (Textdichter: Eduard Mörike)